# Fehu
Fehu is de eerste rune van het oude Futhark. De klank is 'F'. Fehu is de eerste rune van de eerste Aett en symboliseert het begin. De letterlijke betekenis is vee.
Fehu is het symbool voor bezit in de vorm van roerende goederen. Vee was vroeger een vorm van rijkdom en macht: de status van een boer werd destijds immers afgemeten aan de hoeveelheid vee die hij bezat. Bij bezit horen ook verantwoordelijkheid, hebzucht en jaloezie. Fehu is een van de weinige runen die in de Engelse taal nog aanwezig is als fee, betaling.

## Karaktercodering
| Unicode Codepoint | U+16a0                      |
| Unicode-Name      | RUNIC LETTER FEHU FEOH FE F |
| HTML              | &#5792;                     |